# Drrrama
Drrrama – coroczny festiwal muzyki metalowej odbywający się od 1987, zainaugurowany przez Stanisława Wójcika.
Pierwsza Drrrama odbyła się w 1987 roku w Pruszczu Gdańskim. Po reaktywacji w 2015 odbywa się w Bunkier Club w Gdańsku.

## Historia występów

### 1987[2]
(28–29 sierpnia)
- Dzień pierwszy: Piekielne Wrota (Koszalin), Imperator (Łódź), Gepard (Nowy Dwór Gdański), Sektor B (Zabrze), Saygon (Żuromin), Apex (Prudnik), Foyer (Gdańsk), Modor (Gdańsk), Tyran (Gdańsk), Metal Kleszcz (Wałcz)
- Dzień drugi: Akroon (Tarnów), Dragon (Katowice), Oddech Buntownika (Kamień Pomorski), Thrasher Death (Chojnice), Vader (Olsztyn), Destroyer (Bytom), Załoga G (Częstochowa), Viking (Radomsko), Smirnoff (Ciechanów), Haron (Warszawa)

### 1988[3]
(26–27 sierpnia)
- Dzień pierwszy: Vincent, Angellica, Voo Doo (Kraków), Tower, Hush, Dizzy, Akroon (Tarnów), Spider, Ferrum, Skider
- Dzień drugi: Hammer (Karpacz), Destroyer (Bytom), Haron (Warszawa), Aggressor, Egzekuthor (Szczecin), Vader (Olsztyn), Hektor, Armagedon (Kwidzyn), Smirnoff (Ciechanów), Fanthrash

### 1989[4]
(25–26 sierpnia)
- Dzień pierwszy: Aggressor, Hellias, Holy Batalion, Armagedon, Scarecrow, Mortuary, Imperator
- Dzień drugi: Thanatos, Crypton, Slaughter, Quo Vadis, Testor, Ghost, Smirnoff

### 1990[4]
(20 lipca, 6 i 29 sierpnia)
- Dzień pierwszy: Predator, Iperyt, Lewiatan, Betrayer, Morgoth, Necrofobic, Syndrom, Thrash Machine
- Dzień drugi: Unborn, Whisper, Ghost, Thanatos, Armagedon, Vader, Triptych, Ear Damage

### 2015[5]
(27–28 sierpnia)
- Dzień pierwszy: Armagedon, Trauma, Betrayer, Quo Vadis, Mess Age, Wardust, Deadthorn, Devil's Note, Dreadnought, Poisoned
- Dzień drugi: Christ Agony, Pandemonium, Dead Infection, Fanthrash, Banisher, Gortal, Neolith, Prafuria, Terrordome, Grin